# Друлэ, Кэтэлин
Кэтэлин Друлэ (рум. Cătălin Drulă; род. 2 мая 1981, Бухарест) — румынский политический и государственный деятель, член Палаты депутатов (с 2016), министр транспорта и инфраструктуры (2020—2021), председатель Союза спасения Румынии (2022—2024).

## Биография
Родился 2 мая 1981 года в Бухаресте, Румыния, где учился в средней школе Национального колледжа компьютерных наук имени Тудора Виану, после чего продолжил обучение в Университете Торонто, получив диплом в области компьютерной инженерии.
Кроме того, Друлэ на протяжении одного года находился в Политехническом институте Гренобля по программе обмена, а в 2005 году вернулся в Торонто, где получил степень магистра компьютерных наук, защитив диссертацию на тему «Быстрое и энергоэффективное обнаружение соседей для мобильных сетей Opportunistic Networking с помощью Bluetooth».
В декабре 2016 года Друлэ был избран членом Палаты депутатов Румынии от жудеца Тимиш, а четыре года спустя занял пост министра транспорта и инфраструктуры в кабинете Флорина Кыцу.
С 7 февраля 2022 года он временно исполнял обязанности председателя Союза спасения Румынии, который возглавил в июле того же года. После неудовлетворительных результатов партии на местных выборах в Румынии в 2024 году и на выборах в Европейский парламент от Румынии в том же году, 9 июня 2024 года он объявил о своём уходе с поста её лидера.